# Hawker Woodcock
Le Hawker Woodcock est un monoplace de chasse britannique construit par la Hawker Engineering Company ainsi que le premier chasseur à être produit par Hawker Engineering (successeur de Sopwith Aviation). Il a été utilisé par la RAF comme un chasseur de nuit dans les années 1920.

## Conception et développement
Le Hawker Woodcock a été conçu comme un chasseur de nuit en 1922 pour répondre à la spécification 25/22. Le concepteur en chef était le capitaine Thomson, et son prototype (numéro de série J6987) a effectué son premier vol doté d'un moteur Armstrong Siddeley Jaguar II de 358 ch (267 kW) en mars 1923 avec F.P. Raynham aux commandes. Il possédait un aile à double baie avec entretoises intérieures à environ 1/3 de portée. Le prototype a été rejeté en raison d'un manque de maniabilité ainsi qu'un grave battement d'aile et une commande de direction inefficace. Et après le premier vol G.T. Carter a pris la direction de la conception et, par conséquent, il a changé la conception, réduction de l'aile de 0,61 m et en faisant un simple baie. Le moteur a été changé en faveur d'un Bristol Jupiter IV de 380 ch (283 kW). La conception modifiée a été désignée Woodcock Mk.II, le premier vol a eu lieu en juillet 1923. Un certain nombre d'accidents ont été subis et la conception a été progressivement renforcée jusqu'à ce que la faiblesse structurelle avait été guérie.
Le Woodcock était armé de deux mitrailleuses Vickers de 7,7 mm, {/0} synchronisées pour tirer à travers l'hélice. Les armes étaient montés à l'extérieur de chaque côté du fuselage, juste en dessous du bord de l'habitacle. La première commande pour la Royal Air Force était de 10 Woodcock II avec les six premiers sans équipement de vol de nuit. Le service a finalement commandé un total de 62 appareils. L'un des premiers lots d'avions a reçu une immatriculation civile pour lui permettre d'être montré dans les pays scandinaves,. De retour au Royaume-Uni le démonstrateur a été inscrit au King's Cup Race de 1925, mais il s'est écrasé pendant la course, par mauvais temps, près de Luton.

## Histoire opérationnelle
Le premier avion livré à la Royal Air Force est entré en service au No. 3 Squadron RAF (en) en mai 1925 à RAF Upavon (en). No. 17 Squadron RAF fut le seul autre escadron opérationnel à recevoir les premières livraisons faites en mars 1926. Une fois les problèmes structurels résolus, le Woodcock était très appréciée par ses pilotes. Il a été remplacé par le Gloster Gamecock en 1928. Toutefois, certains volaient encore en 1936.
En juin 1927, un des Woodcock II du 17e escadron a été emprunté par le célèbre aviateur Charles Lindbergh. Il a utilisé l'avion pour revenir à Paris depuis Londres, peu après son vol transatlantique dans le Spirit of St. Louis.

## Variantes
Woodcock Mk I
Prototype de chasseur de nuit monoplace moteur Armstrong Siddeley Jaguar II de 358 ch, 1 construit.
Woodcock Mk II
Chasseur de nuit monoplace pour la RAF avec un moteur Bristol Jupiter IV et autres modifications de conception, un prototype et 62 avions de production.
Hawker Danecock (en)
Chasseur monoplace pour le Danemark avec des moteurs Jaguar IV et mitrailleuses Madsen. Trois avions construits.
LB II Dankok
Chasseur monoplace pour le Danemark, armée de l'air et aéronavale. Un total de 12 ont été construits sous licence au Danemark.

## Opérateurs
Royaume-Uni
- Royal Air Force
  - No. 3 Squadron RAF
  - No. 17 Squadron RAF